# Кармен де Патагонес
Кармен де Патагонес (на испански: Carmen de Patagones) е град в Аржентина, в провинция Буенос Айрес. Градът е най-южният провинциален град, разположен на северния бряг на река Рио Негро, в близост до мястото на вливането и в Атлантическия океан.
Градът се намира на 937 км южно от столицата Буенос Айреса, на северния бряг на река Рио Негро. По реката минава границата на провинциите Буенос Айрес и Рио Негро, като на срещуположния южен бряг на реката е разположен град Виедма, административен център на провинция Рио Негро. Двата града са съединени чрез мост над реката, по който минава Национално шосе № 3, разположено паралелно на океанския бряг и съединяващо Буенос Айрес с Огнена земя. Виедма и Кармен де Патагонес образуват градската англомерация Виедма – Кармен де Патагонес.

## История
На 22 април 1779 г. на мястото където сега е разположен град Виедма, испанският пионер Франсиско де Виедма и Нарваес основава форт. На противоположния северен бряг на река Рио Негро e основан град – съвременният Кармен де Патагонес. Фортът получава името Нуестра Сеньора дел Кармен (на испански: Nuestra Señora del Carmen). Първоначално градът и фортът били едно цяло и градът се нарича Мерседес де Патагонес (на испански: Mercedes de Patagones). Впоследствие двете селища се обособяват като отделни градове.
Кармен де Патагонес е един от малкото градове от колониалния период южно от Буенос Айрес. През XIX век в града има форт, който се използва като затвор за роялистите, поддържащи запазването на испанското владичество в Южна Америка. По време на Аржентино-бразилската война, в Кармен де Патагонес се създава военноморска база, тъй като залива Ла Плата, е блокиран от кораби на бразилския флот. Бразильскиете войски правят опит да превземат Кармен де Патагонес, но нападениета над града на 7 март 1827 г. е отблъснато от мирното население. Този ден и до днес се отбелязва с празник в града.
В Кармен де Патагонес са запазени множество сгради от колониалната епоха.